# Saison 2 de Star
Chronologie
Saison 1 Saison 3
Cet article présente le guide des épisodes de la deuxième saison de la série télévisée américaine Star.

## Généralités
- Aux États-Unis, la saison a été diffusée du 27 septembre 2017 au 23 mai 2018 sur la chaîne FOX.
- Au Canada, elle a été diffusée entre le 28 septembre 2017 et le 24 mai 2018 sur Netflix, proposant des sous-titres français canadien, la rendant accessible au public québécois.
- En France, elle a été diffusée dans les régions d'Outre-mer entre le 8 novembre 2018 et le 3 janvier 2019 sur La Première[1].
- Elle est pour le moment inédite en France métropolitaine et dans tous les autres pays francophones, à l'exception du Québec où seule la version française reste inédite.

## Distribution

### Acteurs principaux
- Jude Demorest (VF : Clara Soares) : Star Davis
- Brittany O'Grady (VF : Zina Khakhoulia) : Simone Davis
- Ryan Destiny (VF : Aurélie Konaté) : Alexandra « Alex » Crane
- Amiyah Scott (VF : Laëtitia Lefebvre) : Cotton Brown
- Quincy Brown (en) (VF : Maxime Baudouin) : Derek Jones
- Benjamin Bratt (VF : Maurice Decoster) : Jahil Rivera
- Queen Latifah (VF : Armelle Gallaud) : Carlotta Brown
- Miss Lawrence (VF : Jonathan Gimbord) : Miss Bruce
- Luke James (en) (VF : Simon Koukissa) : Noah Brooks
- Michael Michele (VF : Marie Diot) : Ayanna Floyd
- Stephen Dorff (VF : Guildin Tissier) : Brody Dean

### Acteurs récurrents
- Caroline Vreeland (VF : Magali Rosenzweig) : Mary Davis
- Juanita Jennings (en) (VF : Annie Balestra) : Ruby Jones
- Nealla Gordon (en) (VF : Sylvie Ferrari) : Arlene Morgan / Charlene
- Jack J. Yang (en) (VF : Frédéric Popovic) : Elliot Wu
- Paris Jackson (VF : Kahina Tagherset) : Rachel Wallace
- Elijah Kelley (VF : David Dos Santos) : Andy
- Keke Palmer (VF : Youna Noiret) : Gigi Nixon
- Evan Ross (VF : Olivier Podesta) : Angel Rivera
- Richard Roundtree (VF : Jean-Michel Martial) : Charles Floyd
- Ashani Roberts (VF : Julia Boutteville) : Nakisha
- Trayce Malachi : Jayden
- Imani Lewis (VF : Corinne Wellong) : Karen Williams
- Justin Marcel McManus (VF : Boris Agondanou) : Omari
- Annie Jacob : Soraya
- Matthew Noszka (VF : Guillaume Desmarchelier) : Jackson « Jax » Ellis

### Invités spéciaux
- Naomi Campbell (VF : Céline Ronté) : Rose Spencer-Crane (récurrente)
- Meagan Good (VF : Anne Dolan) : Natalie Knight (récurrente)
- Patti LaBelle : Christine Brown (2 épisodes)
- Teyana Taylor : Joyce Renee (2 épisodes)
- Mike Epps : Jay Holland (1 épisode)
- Jussie Smollett (VF : Benjamin Pascal) : Jamal Lyon (de Empire - 1 épisode)
- Tasha Smith (en) (VF : Jacky Tavernier) : Carol Holloway (de Empire - 1 épisode)
- Quavo : lui-même (1 épisode)
- Brandy Norwood : Cassandra « Cassie » Brown

## Épisodes

### Épisode 1:Le ticket gagnant
- États-Unis : 27 septembre 2017 sur FOX[2]
- Canada /  Québec : 28 septembre 2017 sur Netflix (version originale sous-titrée)
- France : 8 novembre 2018 sur La Première (Outre-mer)
  - 21 mai 2021 sur Disney+

- États-Unis : 5,40 millions de téléspectateurs[3] (première diffusion)

### Épisode 2:Changements
- États-Unis : 4 octobre 2017 sur FOX
- Canada /  Québec : 5 octobre 2017 sur Netflix (version originale sous-titrée)
- France : 8 novembre 2018 sur La Première (Outre-mer)
  - 21 mai 2021 sur Disney+

- États-Unis : 4,56 millions de téléspectateurs[4] (première diffusion)

### Épisode 3:Bonne soirée Atlanta!
- États-Unis : 11 octobre 2017 sur FOX
- Canada /  Québec : 12 octobre 2017 sur Netflix (version originale sous-titrée)
- France : 15 novembre 2018 sur La Première (Outre-mer)
  - 21 mai 2021 sur Disney+

- États-Unis : 4,51 millions de téléspectateurs[5] (première diffusion)

### Épisode 4:Forcer la porte
- États-Unis : 18 octobre 2017 sur FOX
- Canada /  Québec : 19 octobre 2017 sur Netflix (version originale sous-titrée)
- France : 15 novembre 2018 sur La Première (Outre-mer)
  - 21 mai 2021 sur Disney+

- États-Unis : 4,22 millions de téléspectateurs[6] (première diffusion)

### Épisode 5:Histoire de famille
- États-Unis : 8 novembre 2017 sur FOX
- Canada /  Québec : 9 novembre 2017 sur Netflix (version originale sous-titrée)
- France : 22 novembre 2018 sur La Première (Outre-mer)
  - 21 mai 2021 sur Disney+

- États-Unis : 3,76 millions de téléspectateurs[7] (première diffusion)

### Épisode 6:Faire le buzz
- États-Unis : 15 novembre 2017 sur FOX
- Canada /  Québec : 16 novembre 2017 sur Netflix (version originale sous-titrée)
- France : 22 novembre 2018 sur La Première (Outre-mer)
  - 21 mai 2021 sur Disney+

- États-Unis : 3,74 millions de téléspectateurs[8] (première diffusion)

### Épisode 7:Admises au Showcase
- États-Unis : 29 novembre 2017 sur FOX
- Canada /  Québec : 30 novembre 2017 sur Netflix (version originale sous-titrée)
- France : 29 novembre 2018 sur La Première (Outre-mer)
  - 21 mai 2021 sur Disney+

- États-Unis : 3,67 millions de téléspectateurs[9] (première diffusion)

### Épisode 8:Une maison divisée
- États-Unis : 6 décembre 2017 sur FOX
- Canada /  Québec : 7 décembre 2017 sur Netflix (version originale sous-titrée)
- France : 29 novembre 2018 sur La Première (Outre-mer)
  - 21 mai 2021 sur Disney+

- États-Unis : 4,01 millions de téléspectateurs[10] (première diffusion)

### Épisode 9:48 heures plus tôt
- États-Unis : 13 décembre 2017 sur FOX
- Canada /  Québec : 14 décembre 2017 sur Netflix (version originale sous-titrée)
- France : 6 décembre 2018 sur La Première (Outre-mer)
  - 21 mai 2021 sur Disney+

- États-Unis : 4,11 millions de téléspectateurs[11] (première diffusion)

### Épisode 10:Renaître de ses cendres
- États-Unis : 28 mars 2018 sur FOX
- Canada /  Québec : 29 mars 2018 sur Netflix (version originale sous-titrée)
- France : 6 décembre 2018 sur La Première (Outre-mer)
  - 21 mai 2021 sur Disney+

- États-Unis : 4,65 millions de téléspectateurs[11] (première diffusion)

### Épisode 11:La Tournée
- États-Unis : 4 avril 2018 sur FOX
- Canada /  Québec : 5 avril 2018 sur Netflix (version originale sous-titrée)
- France : 13 décembre 2018 sur La Première (Outre-mer)
  - 21 mai 2021 sur Disney+

- États-Unis : 4,21 millions de téléspectateurs[12] (première diffusion)

### Épisode 12:Rêveurs
- États-Unis : 11 avril 2018 sur FOX
- Canada /  Québec : 12 avril 2018 sur Netflix (version originale sous-titrée)
- France : 13 décembre 2018 sur La Première (Outre-mer)
  - 21 mai 2021 sur Disney+

- États-Unis : 4,22 millions de téléspectateurs[13] (première diffusion)

### Épisode 13: Concurrence
- États-Unis : 18 avril 2018 sur FOX
- Canada /  Québec : 19 avril 2018 sur Netflix (version originale sous-titrée)
- France : 20 décembre 2018 sur La Première (Outre-mer)
  - 21 mai 2021 sur Disney+

- États-Unis : 4,00 millions de téléspectateurs[14] (première diffusion)

### Épisode 14: Après le Set l’After
- États-Unis : 25 avril 2018 sur FOX
- Canada /  Québec : 26 avril 2018 sur Netflix (version originale sous-titrée)
- France : 20 décembre 2018 sur La Première (Outre-mer)
  - 21 mai 2021 sur Disney+

- États-Unis : 3,81 millions de téléspectateurs[15] (première diffusion)

### Épisode 15:L'heure de faire la fête
- États-Unis : 2 mai 2018 sur FOX
- Canada /  Québec : 3 mai 2018 sur Netflix (version originale sous-titrée)
- France : 27 décembre 2018 sur La Première (Outre-mer)
  - 21 mai 2021 sur Disney+

- États-Unis : 3,79 millions de téléspectateurs[16] (première diffusion)

### Épisode 16:Le coup de poker
- États-Unis : 9 mai 2018 sur FOX
- Canada /  Québec : 10 mai 2018 sur Netflix (version originale sous-titrée)
- France : 27 décembre 2018 sur La Première (Outre-mer)
  - 21 mai 2021 sur Disney+

- États-Unis : 3,72 millions de téléspectateurs[17] (première diffusion)

### Épisode 17:Jahil
- États-Unis : 16 mai 2018 sur FOX
- Canada /  Québec : 17 mai 2018 sur Netflix (version originale sous-titrée)
- France : 3 janvier 2019 sur La Première (Outre-mer)
  - 21 mai 2021 sur Disney+

- États-Unis : 3,88 millions de téléspectateurs[18] (première diffusion)

### Épisode 18:La séparation
- États-Unis : 23 mai 2018 sur FOX
- Canada /  Québec : 24 mai 2018 sur Netflix (version originale sous-titrée)
- France : 3 janvier 2019 sur La Première (Outre-mer)
  - 21 mai 2021 sur Disney+

- États-Unis : 3,95 millions de téléspectateurs[19] (première diffusion)